# Vakovka lidská
Vakovka lidská (Balantidium coli) je paraziticky žijící nálevník, nejčastěji se vyskytující ve střevech prasat domácích. V některých případech dochází k přenosu na člověka, kde může způsobovat zoonické onemocnění balantidiózu.

## Morfologie
Balantidium vytváří dvě stádia, stádium trofozoita a cysty. Trofozoitické stádium je vejčitého tvaru o velikosti 130-300 × 30-100 µm. V přední části je buňka zúžena v místě buněčných úst (cytostom), v místě cytostomu se nachází žíhaná struktura obústí (peristom). Na distálním pólu se nachází anální otvor (cytopyge), který je viditelný při exkreci. Tělo trofozoita je pokryto řasinkami, ty jsou mírně šroubovitě uspořádány do podélných řad. Jejich pohyb je synchronizován, silným kmitání zajišťují pohyb dopředu, dozadu a rotaci. V okolí cystosomu jsou řasinky delší a vhánějí potravu do úst. Balantidium se živí škrobovými zrny, buněčným detritem, tukovými kapénkami výjimečně bakteriemi nebo červenými krvinkami. V buňce se nachází dvě jádra, větší macronucleus ledvinovitého tvaru a menší micronucleus, potravní vakuola a 1–2 pulsující vakuoly. V těle se nenachází mitochondrie, ale hydrogenozom.
Balantidium tvoří cysty kulovitého nebo vejčitého tvaru o velikosti 40-60 µm. Mají silnou dvojitou stěnu, tlustou 400-500 nm. V každé cystě přečkává pouze jeden jedinec. V čerstvě vytvořených cystách se jedinec pohybuje, avšak během zrání jsou řasinky retrahovány a pohyb ustane. V cystě jsou viditelná obě jádra. V cystách nedochází k množení. K encystaci dojde při dehydrataci střevního obsahu v tlustém střevě nebo evakuaci stolice.

## Rozmnožování
Balantidium se dokáže množit pohlavní i nepohlavní cestou.

### Nepohlavní rozmnožování
Dochází k podvojnému dělení, kdy se buňka prodlužuje a následně příčně zaškrtí, poté dochází k dělení jádra (karyokinezi) a vzniku dvou nových jedinců.

### Pohlavní rozmnožování
K pohlavnímu rozmnožování využívá Balantidium konjugace, při které dojde k výměně jaderné hmoty (genetického materiálu). Pohlavní rozmnožování pomáhá Balantidiu k udržení homogenity populace.

## Životní cyklus

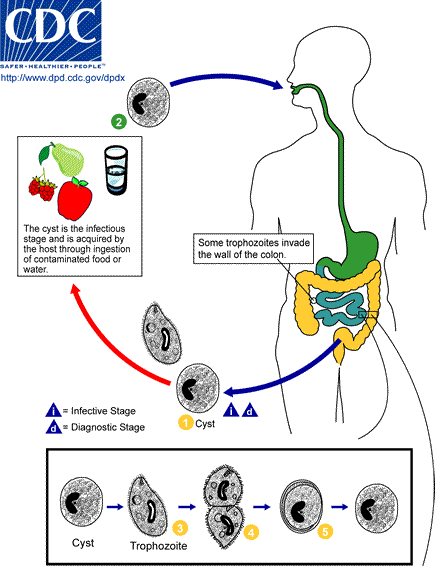
Životní cyklus Balantidium coli

Hostitel je infikován cystou, která se do těla nejčastěji dostává s kontaminovanou vodou nebo potravou. Cysta po pozření prochází trávicí soustavou hostitele. V tenkém střevě dojde ke vzniku trofozoitů, kteří osídlují tlusté střevo, kde žijí v jeho vnitřní části a živí se střevním obsahem. Někteří napadají stěnu tlustého střeva a množí se, poté se vrací do vnitřní části střev. Tam dochází k encystaci při dehydrataci střevního obsahu. Zacystovaní jedinci opouští tělo s výkaly, tím se dostávají do prostředí, kde mohou infikovat nového hostitele.

## Parazitismus
Balantidium coli se vyskytuje převážně v tlustém střevě prasat domácích, kde působí jako komenzál, živící se střevním obsahem. Výjimečně může dojít k přenosu na krysy, opice, divoká prasata, klokany a člověka. Přenos je fekálně – orální, nejčastěji kontaminací vody nebo potravin v oblasti s nízkou úrovní hygieny. Může dojít k vniknutí do střevní sliznice, kde vznikají vředy nebo k rozsevu do ostatních orgánů (např. jater). U člověka se většinou projevuje asymptomaticky, ale ve vzácných případech může způsobovat balantidiózu.

## Rozšíření
Výskyt na menších oblastech s nedostatečnou hygienou. Endemicky se vyskytuje v Japonsku, Nové Guineji, Mikronésii, Seychelách, Thajsku, Střední a Jižní Americe, Číně a tichomoří. Chovy prasat bývají až 100% infikovány.